# Kaple Neposkvrněného početí Panny Marie „na Rožberku“
Kaple Neposkvrněného početí Panny Marie „na Rožberku“ je novorománská kaple, respektive římskokatolický filiální kostel vystavěný na počátku 20. století z iniciativy Mariánské družiny dam. Kaple byla postavena na místě někdejšího kopce Rožberk, který zanikl v důsledku těžby kamene pro výstavbu královéhradecké pevnosti v roce 1766. Stavba se nachází ve Slavíčkově ulici na Slezském Předměstí v Hradci Králové a je v současné době ve správě pouchovské farnosti. V těsné blízkosti kaple se nachází drobná Kaplička Panny Marie Pomocné Na Rožberku.

## Iniciativa a počáteční návrhy

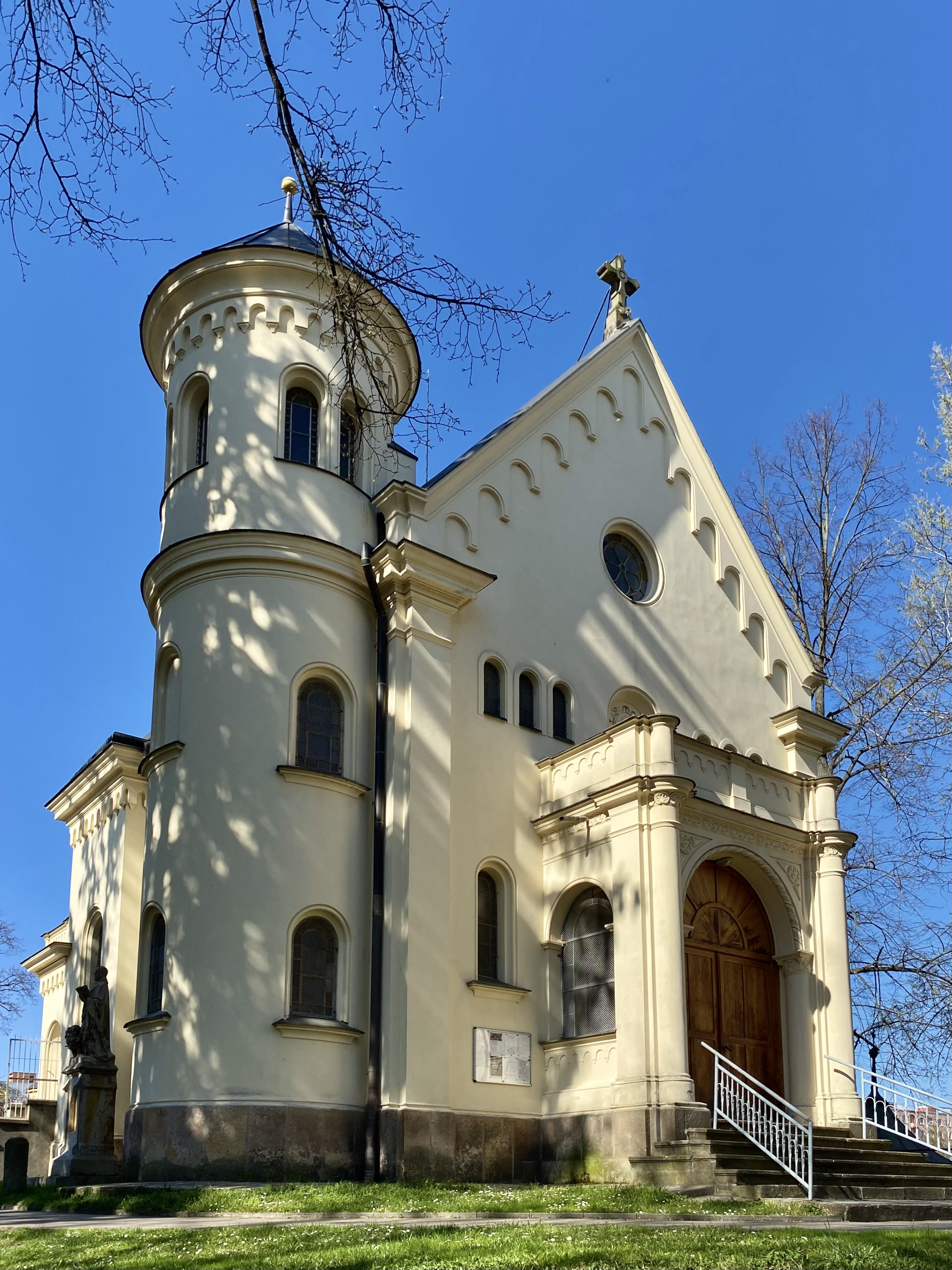
Hlavní průčelí

Za vystavěním nové kaple stála Mariánská družina dam Hradce Králové, spolek patřící k Tovaryšstvu Ježíšovu. Ústředním posláním mariánské družiny bylo šířit úctu k Panně Marii. V rámci tohoto poslání družina usilovala o novou výstavbu kaplí, kapliček a soch. Inspirací k výstavbě nové mariánské kaple v Hradci Králové se staly oslavy padesátého výročí vyhlášení dogmatu o Neposkvrněném početí Panny Marie v roce 1904. Jako vhodná lokalita byla zvolena oblast s již zakořeněnou poutní tradicí – v blízkosti se nacházela barokní kaplička Panny Marie Pomocné, která byla cílem pravidelných poutí. V dubnu příštího roku tento plán schválil královéhradecký biskup Josef Doubrava.
Vypracováním projektu kaple byl pověřen architekt Rudolf Němec, a to na základě rozhodnutí ředitele sdružení Aloise Jemelky. Architekt Rudolf Němec, žák významného vídeňského architekta Friedricha Ohmanna, patřil mezi přední představitele pozdního novobaroka v českých zemích. Díky předchozí spolupráci s hradeckými jezuity byl pro tuto zakázku vybrán právě on. V Hradci Králové působil od roku 1903, kdy zde navrhl budovu Záložního a úvěrního ústavu v Tomkově ulici. Vedle své architektonické činnosti vyučoval na odborné škole pro umělecké zámečnictví, kde se postupem času stal ředitelem.

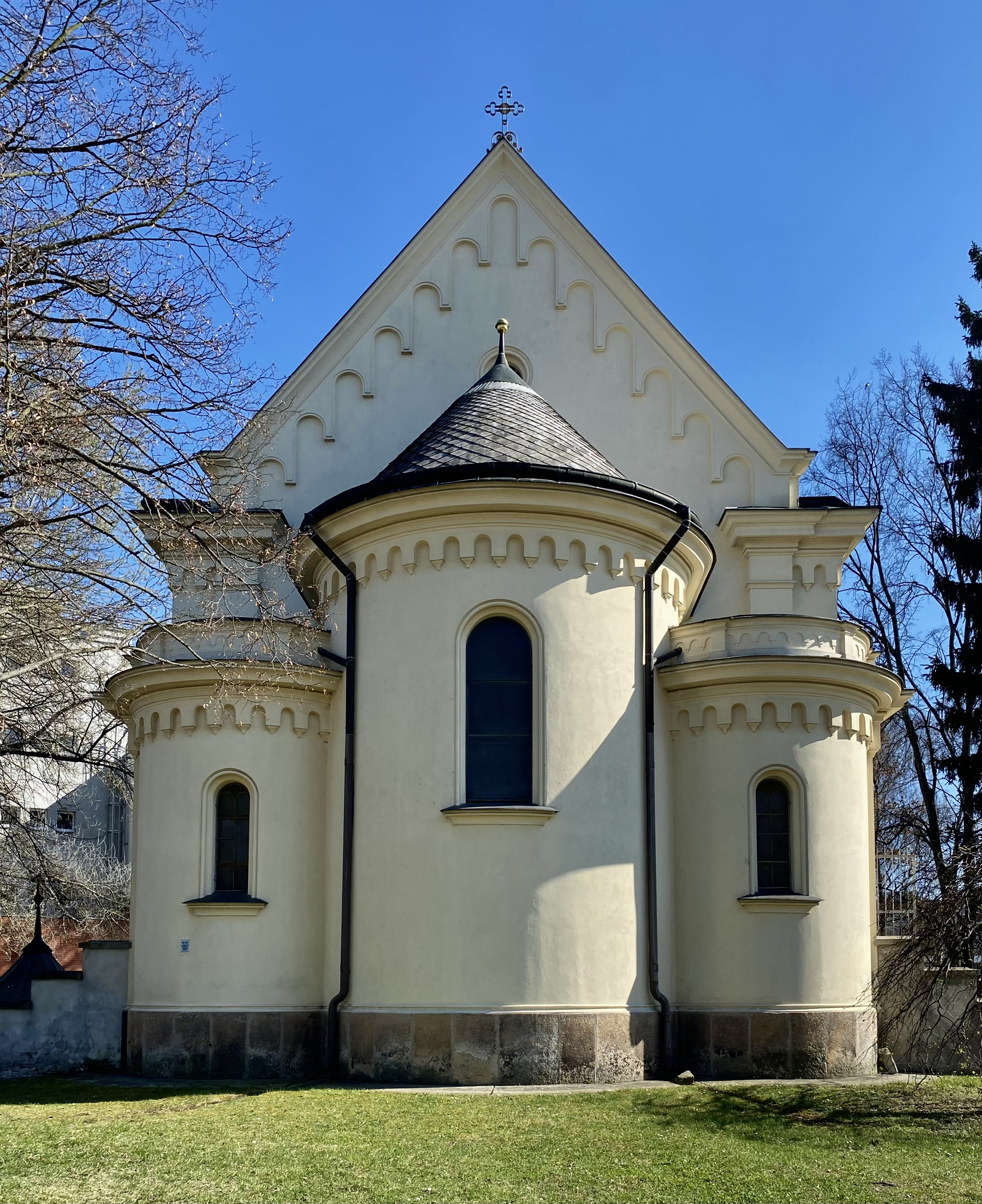
Pohled z ulice Slavíčkova

K této nové zakázce přistoupil Němec s velkým rozsahem, navrhl 36 metrů vysokou novobarokní centrálu s kapacitou 300 osob. Náklady na realizaci tohoto návrhu, vyčíslené stavitelem Robertem Schmidtem, se však ukázaly jako příliš vysoké. Jako možné řešení Schmidt navrhoval odložení výstavby. S tím ale rada nesouhlasila – přestože ocenila architektonickou kvalitu Němcova návrhu, požádala o jeho zjednodušení.
Mezitím Mariánská kongregace dam začala shromažďovat finanční prostředky formou veřejných sbírek, dobročinných jarmarků a divadelních představení. Někteří dárci přislíbili také stavební materiál. Celkem se na výstavbu kaple podařilo vybrat přes 12 000 korun. Ani po předložení vybrané částky však úřad stavbu nepovolil. Jako důvod uvedl skutečnost, že ani projektová dokumentace, ani konečná cena nákladů nebyly dosud schváleny. Tyto problémy trvaly další dva roky. Podařilo se pouze schválit stavební povolení a položit základní kámen.

## Výstavba a vysvěcení kaple
Začátkem roku 1909 požádal generální vikář Alois Frýdek Josefa Jemelku, aby nechal původní návrh kaple předělat. V roce 1910 připravil Rudolf Němec nové projektové plány, které již odpovídaly reálným možnostem stavebníka. Oproti původně ambicióznímu projektu šlo o úspornější koncept novorománské kaple, jež odpovídá její dnešní architektonické podobě. Stavbu převzala firma Františka Plesnivého, která předložila rozpočet s celkovými náklady 21 621 korun. Stavební povolení k provedení stavby bylo vydáno 20. července 1910 starostou Slezského Předměstí Františkem Šrámkem. Kaple byla postavena ještě téhož roku, a konečná částka dosáhla 27 139 korun. Tato částka představovala přibližně třetinu nákladů původně navrženého projektu. Finální částka však stále rostla kvůli dalším pracím, jako byly například úpravy terénu v roce 1913.

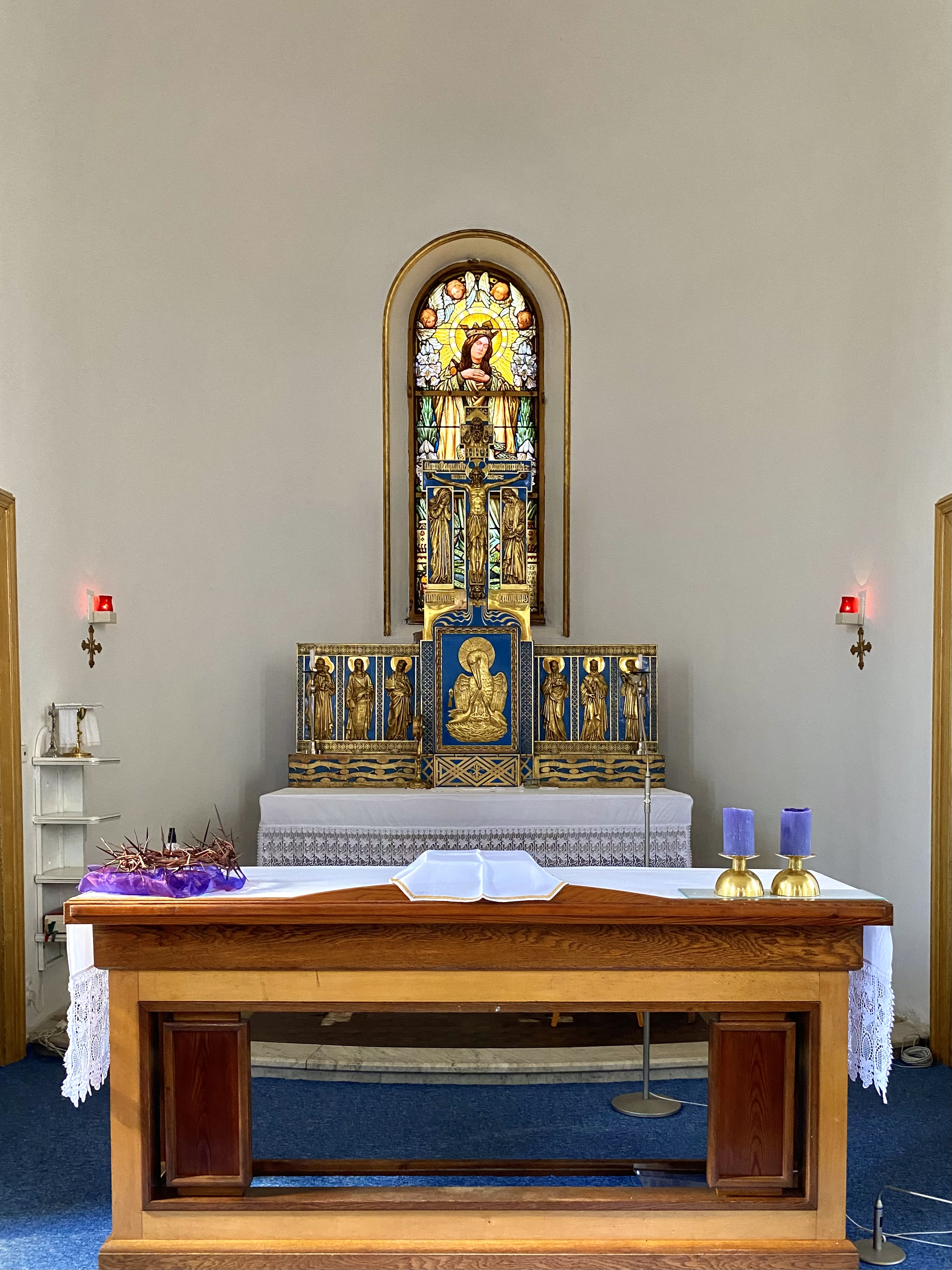
Oltář

Řada prací byla provedena svépomocí, některé byly nabídnuty místním řemeslníkům a umělcům. Sochař Václav Škoda zhotovil sokl k soše Panny Marie a oltář z opuky podle návrhu architekta Josefa Fanty. Zámečnické práce byly zadány odborné škole pro umělecké zámečnictví v Hradci Králové, a to bez nároku na zisk – pouze za cenu materiálu a režie. Dřevořezby zhotovil Václav Hofman, zatímco obětní stůl a krucifix s plastikou Krista byly dílem sochaře Františka Bartoše. Dřevěné lavice vyrobil Václav Netuka ve své truhlářské dílně na Slezském Předměstí Hradce Králové, tedy přímo v místě, kde se kaple nachází. Posledním a finančně nejnáročnějším prvkem byly pobronzované sošky od Čeňka Vosmíka, které rámují svatostánek na vrchní části oltáře. Mezi soškami svatých na dvířkách sanktuáře se nachází stejně zpracovaný motiv pelikána. Sošky pocházejí z pražské dílny Josefa Hoffmanna.
Žádost o vysvěcení nové kaple byla podána 24. srpna 1922, avšak k samotnému obřadu došlo až o rok později, 26. srpna 1923. Vysvěcena byla královéhradeckým biskupem Karlem Kašparem. V rámci zasvěcení byly do stolu Páně uloženy ostatky svatých mučedníků Salvata a Engrata.

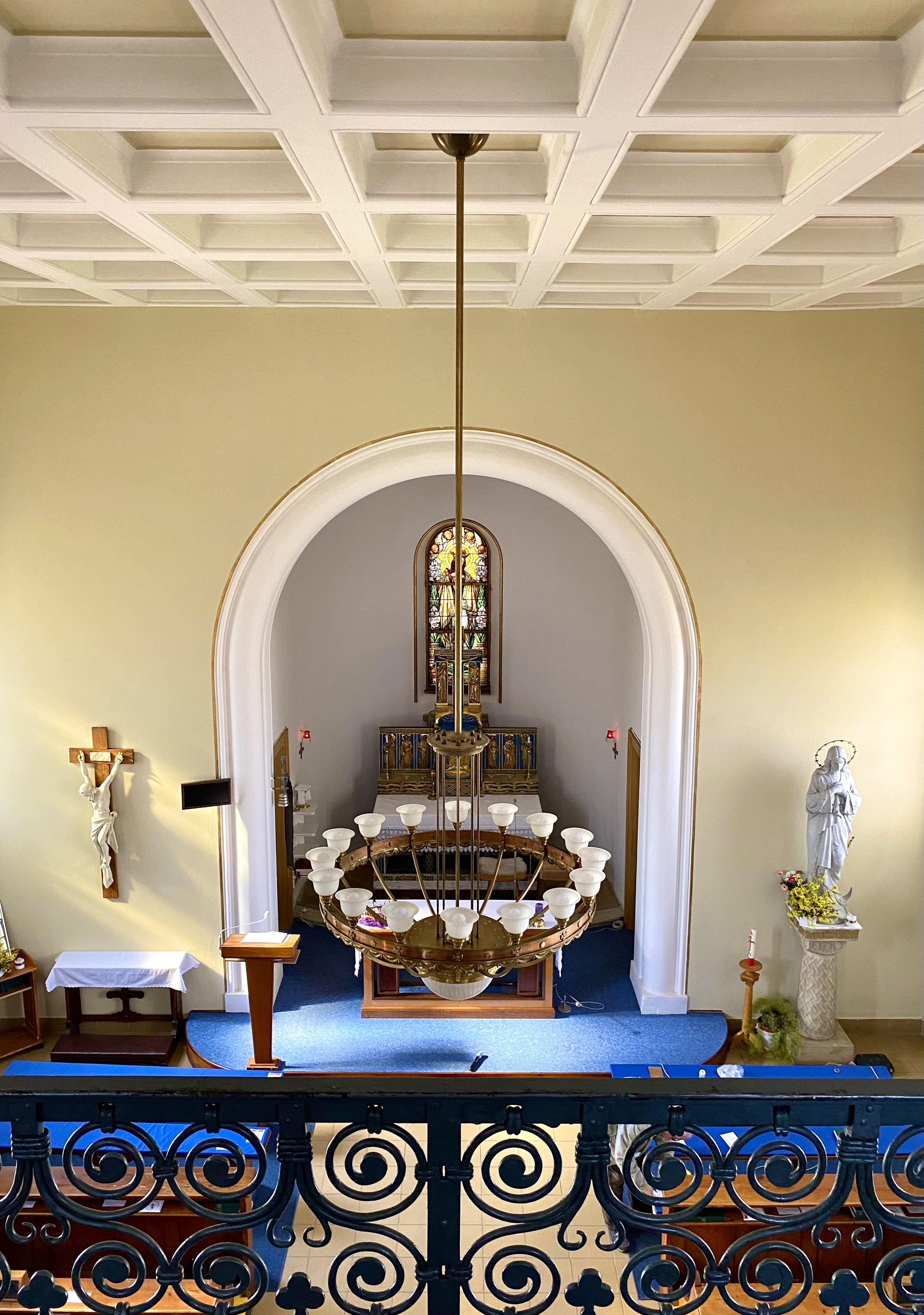
Pohled z kruchty

## Stavební popis

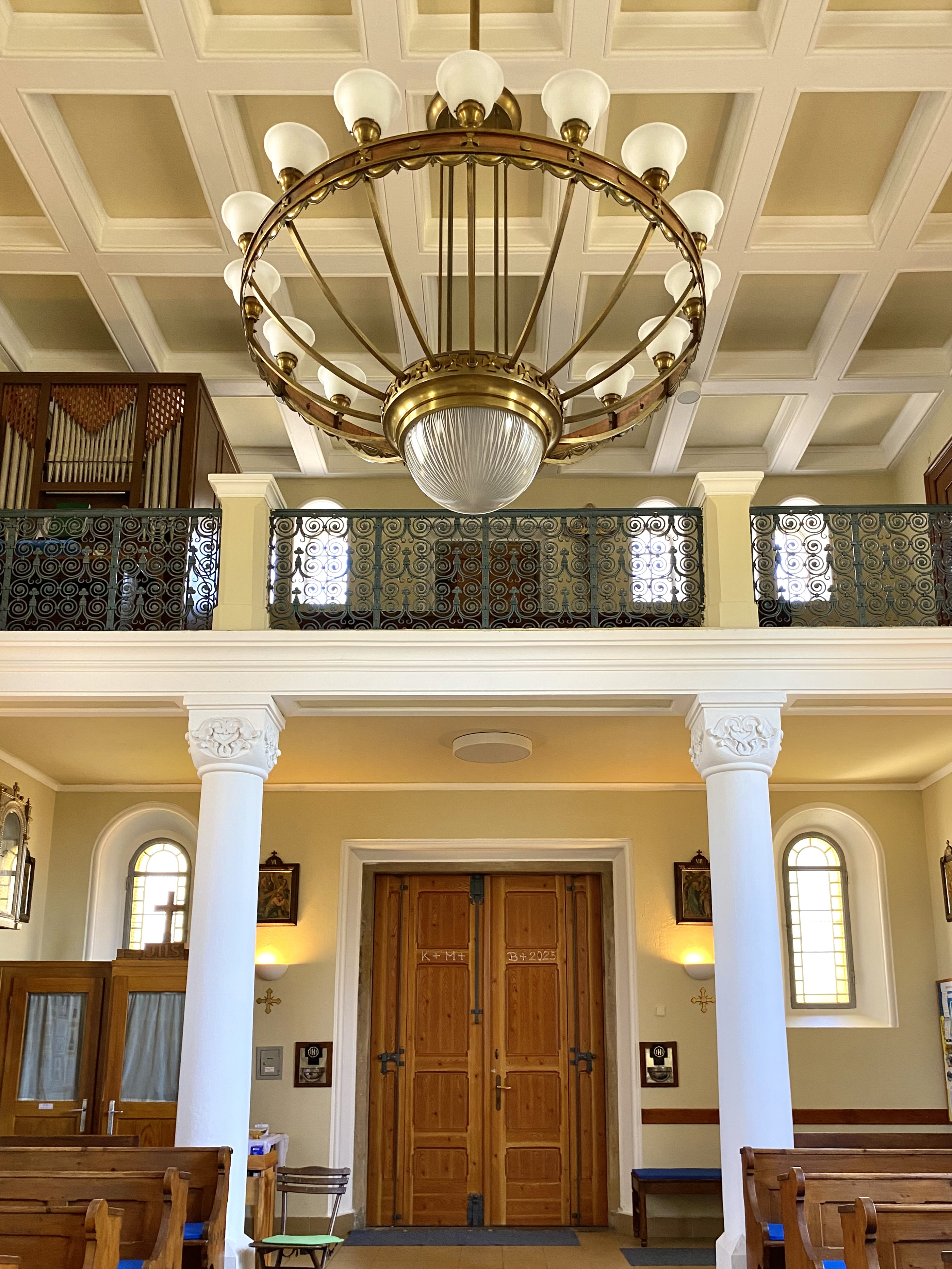
Interiér

Kaple Neposkvrněného Početí Panny Marie je jednolodní sakrální stavbou obdélníkového půdorysu, zakončenou trojdílnou půlkruhovou apsidou, jejíž prostřední část je zvýrazněna převýšením. Dominantou hlavního průčelí je předsazený portál s dřevěnými vraty, nad kterým se nachází terasa. Vstupní dveře jsou půlkruhově zakončené, nadpraží v podobě archivolty je zdobené plastickou spirálou a posazené na polosloupech s hlavicí zdobenou listy. Portál rámují dva válcovité polosloupy s jednoduchým motivem listů, která z hlavic přechází nad archivoltu z jednoho sloupu na druhý. Mohutné zábradlí terasy nad portálem je zdobené obloučkovým vlysem a doplněné polosloupy v rozích, které vyrůstají z jejich mohutnějších verzí. Předsazený portál je také z každé strany opatřen jednoduchým románským oknem.
V levém rohu hlavního průčelí se tyčí kruhová věž se zvonem ve svém vrcholu, která přesahuje hřeben střechy. Osvětlení kaple zajištují románská okna různých typů. Jednoduchá okna v apsidách, ve věži, na hlavním průčelí a po stranách kostela. Sdružená okna ve vrcholu věže, po stranách v hlavní lodi a trojitá sdružená okna v kruchtě. Také jedno kruhové okno ve vrcholu štítu. Vnější výzdoba je střídmá, tvořená především pilastry na čelní straně, členitou korunní římsou a dekorativním obloučkovým vlysem obepínajícím celý objekt.
Interiér se nese v prostém duchu, čímž vyniká kazetový strop z betonových překladů. Současné varhany, které v roce 2015 nahradily značně zchátralý pozitiv, jsou umístěny na kruchtě, jenž je podepřen klasickými sloupy. Hlavní oltář je dvoudílný s latinskými nápisy – na kříži: „Beránku boží, který snímáš hříchy světa, smiluj se nad námi“, pod křížem: „Panno Maria Bolestná, oroduj za nás“, kolem oltáře: „Přijď všemohoucí Posvětiteli, věčný Bože a požehnej tuto oběť, připravenou tvému svatému jménu“. Závěr presbytáře tvoří vitrážové okno, na němž je vyobrazena postava Panny Marie. Na pravé straně od knežiště stojí bílá mramorová socha Panny Marie s nápisem „Já jsem neposkvrněné početí“. Naopak na levé straně visí dřevěný kříž s plastikou Ježíše Krista.
Ve vrcholu věže je zavěšen zvon o hmotnosti 50 kg, vysoký 63 cm a s průměrem 55 cm. Je zdoben rytým reliéfem Panny Marie s Ježíškem a nápisem:

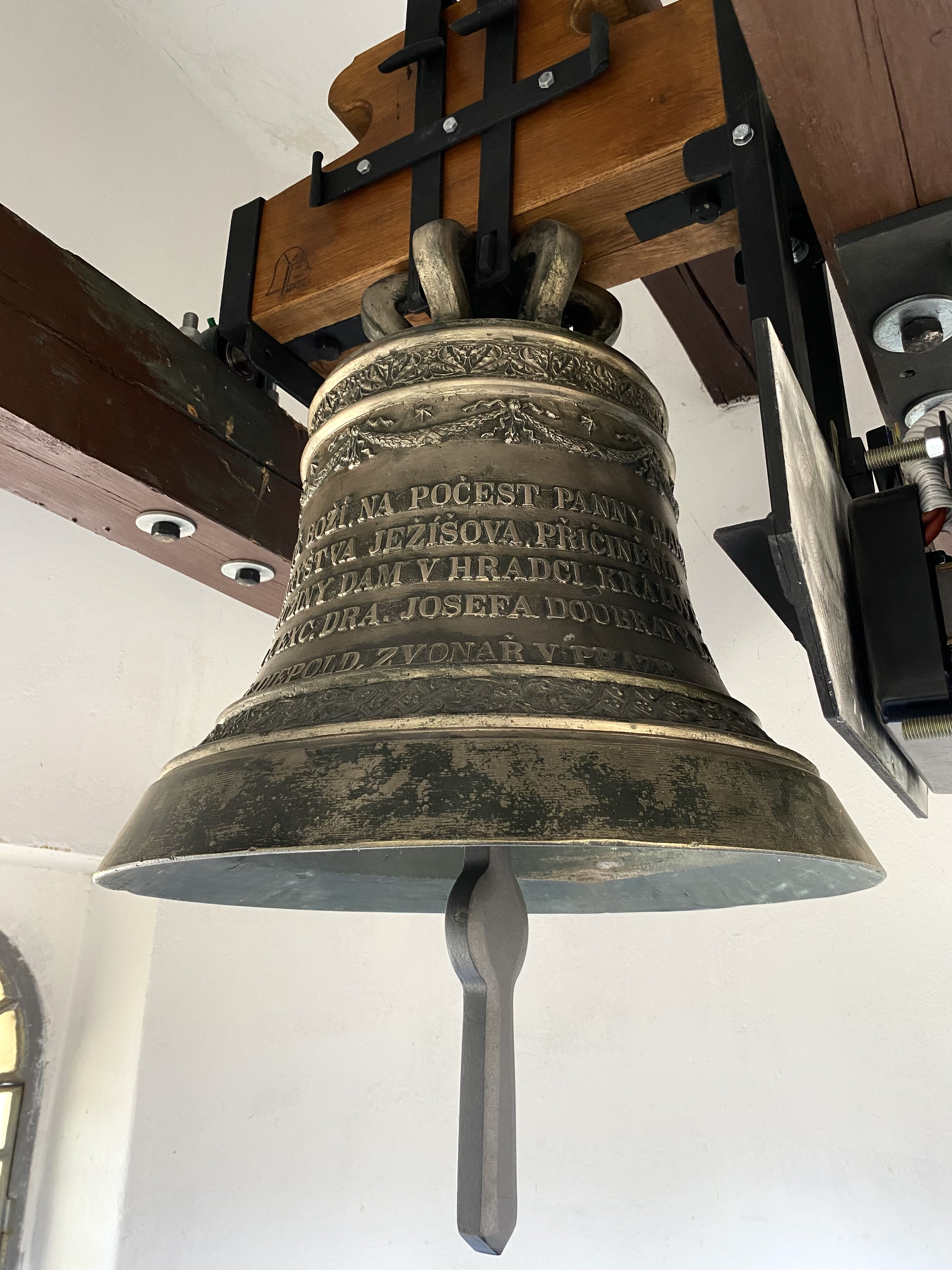
Zvon ve věži

ULIT JSEM KE CTI A SLÁVĚ BOŽÍ NA POČEST
PANNY MARIE ROŽBERECKÉ.
PÉČÍ TOVARYŠSTVA JEŽÍŠOVA A PŘIČINĚNÍM MARIÁNSKÉ
DRUŽINY DAM V HRADCI KRÁLOVÉ. ZA NEJD.
BISKUPA J. EXC. DRA. JOSEFA DOUBRAVY L. P. 1911
ULIL ARNOŠT DIEPOLD. ZVONAŘ V PRAZE.
POUTNÍCI: VOLEJTE SE MNOU:
S BOŽSKÝM DÍTKEM MÁTI, RAŘ NÁM POŽEHNATI.
Před jižní stěnou stojí pískovcová socha evangelisty sv. Marka z roku 1860, původně umístěná při cestě do města v ulici Víta Nejedlého. V roce 1911 byla socha vandalizována, přičemž byly zničeny obličej a ruka s evangeliem. Socha se sice nechala opravit, ale v šedesátých letech byla z místa odstraněna. Až v roce 1977, zásluhou sochaře Františka Bartoše, byla socha zrestaurována, doplněna o nový sokl a umístěna ke kapli. Socha se kompletně opravila až v roce 2001 při generální rekonstrukci kaple.

## Současný duchovní život
Kaple Neposkvrněného početí Panny Marie spadá v současnosti pod pouchovskou farnost v Hradci Králové, která je součástí Římskokatolické církve. Kromě kaple zahrnuje farnost také farní kostel svatého Pavla, jenž se nachází v sousední části Hradce Králové – na Pouchově.
V kapli se pravidelně konají bohoslužby, které jsou přístupné všem věřícím. Mimo tyto bohoslužby však kaple není otevřena veřejnosti.

## Kaplička Panny Marie Pomocné Na Rožberku
Kaplička Panny Marie Pomocné Na Rožberku je jedna z nejdrobnějších sakrálních staveb v Královéhradeckém kraji. Nachází se v těsné blízkosti filiálního kostela Neposkvrněné Panny Marie (na Rožberku) v ulici Slavíčkova na Slezském předměstí v Hradci Králové.

### Historie

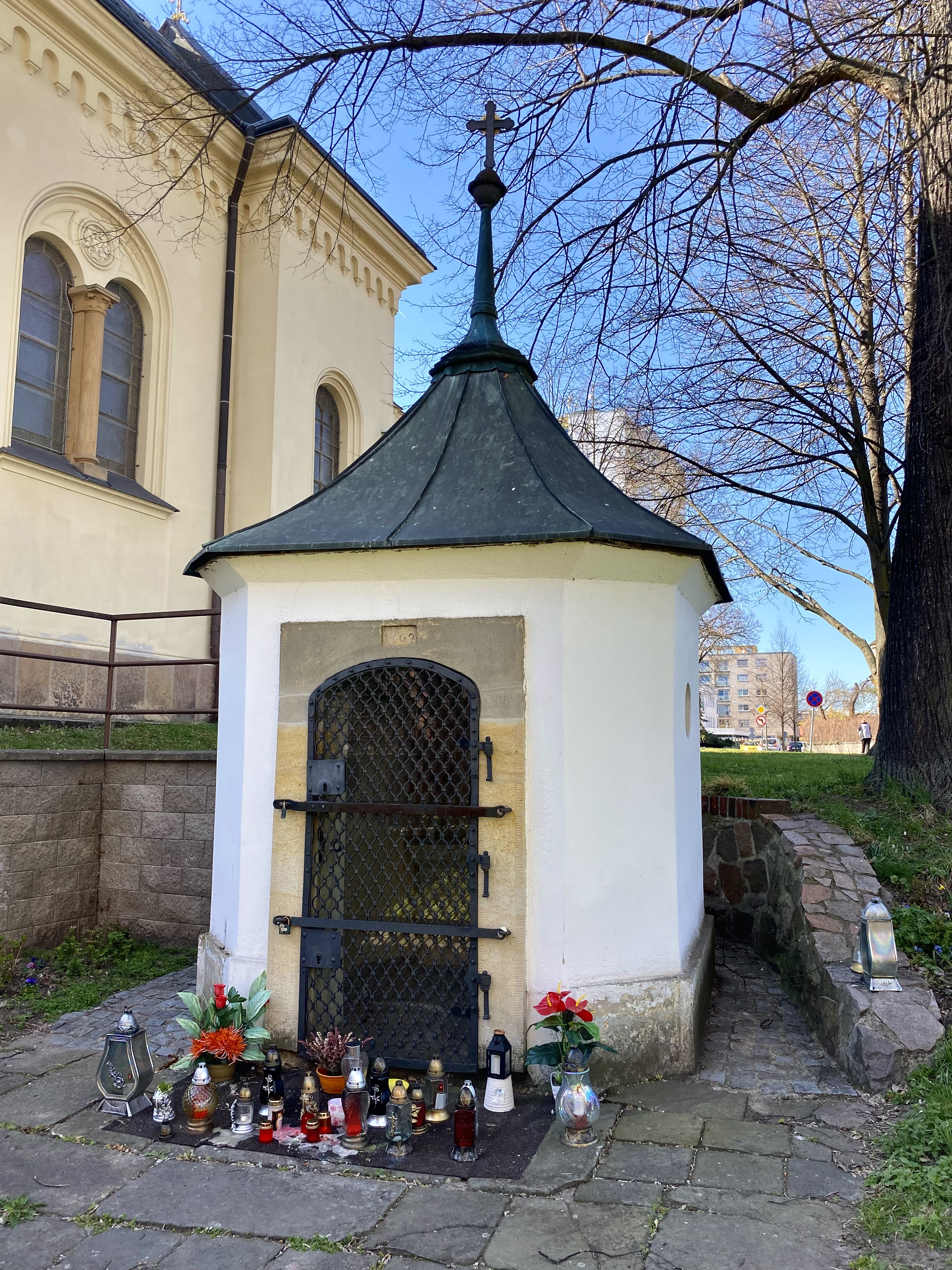
Kaplička Panny Marie Pomocné na Rožberku

Přesné datum postavení kapličky není známo. Nejstarší zmínky o kapli pochází z konce 18.století ze sbírky hradeckého historika Františka Švendy. Objekt je také vyobrazen na plánu Hradce Králové z roku 1745, a na mapě Prvního vojenského mapování z let 1764-1768.
Tehdy dřevěná kaplička byla postavena na prameni tekoucím na jižním úpatí tehdejšího kopce Rožberku. Domníváme se, že se studánka stala oblíbeným poutním místem díky její vodě s léčivými (až zázračnými) účinky. Studánka se na místě nachází dodnes, avšak v 70. letech 20. století studánka vyschla kvůli překopávání pramenů pro stavbu parovodu.
Roku 1799 byla dřevěná kaplička strhnuta a znovu postavena, tentokrát z kamene. Přestavba za celkem 138 zlatých byla financována hradeckým měšťanem Josefem Neudhartem, který pozemek společně s kapličkou zakoupil.
O téměř sto let později, v roce 1896, byla provedena rozsáhlejší renovace stavby. Přestavba za celkovou částku 50 zlatých byla financována Magistrátem města Hradec králové. Dalších oprav se kaplička dočkala při výstavbě sousední Kaple Neposkvrněné Panny Marie (na Rožberku) v letech 1908-1910.

### Rekonstrukce Kapličky v 21.století
Při drobných úpravách kapličky v roce 2010 byly uvnitř stavby nečekaně objeveny barokní malby. Fresky klečících andělů pod květinovými závěsy z roku 1799 a Panny Marie z druhé poloviny 19.století se ukývaly pod čtrnácti vrstvami malby. Odhalení těchto světských maleb potvrdilo domněnku, že kaplička bývala významným mariánským poutním místem.
Výzdoba byla podle restaurátorů v průběhu let několikrát změněna a přemalována. I na to brala ohled restaurátorka Kamila Hamáková, která na obnově fresek pracovala necelé dva roky.

### Architektura
Bíle omítaná kamenná kaplička má tvar čtverce se seříznutými rohy. Shora je zastřešena plechovou střechou. Do kapličky jsou zasazené prosklené dveře, které umožňují komukoli nahlédnout dovnitř.